# Сальдивар, Эдгар
Эдгар Сальдивар Валверде (исп. Édgar Zaldívar Valverde; родился 17 октября 1996 года в Сан-Луис-Потоси, Мексика) — мексиканский футболист, полузащитник клуба «Атлас».

## Клубная карьера
Сальдивар — воспитанник клуба «Атлас». 9 марта 2016 года в поединке Кубка Мексики против «Тихуаны» Эдгар дебютировал за основной команды. 19 февраля 2017 года в матче против «Крус Асуль» он дебютировал в мексиканской Примере. 23 августа 2020 года в поединке против столичной «Керетаро» Эдгар забил свой первый гол за «Атлас».